# Petroșani

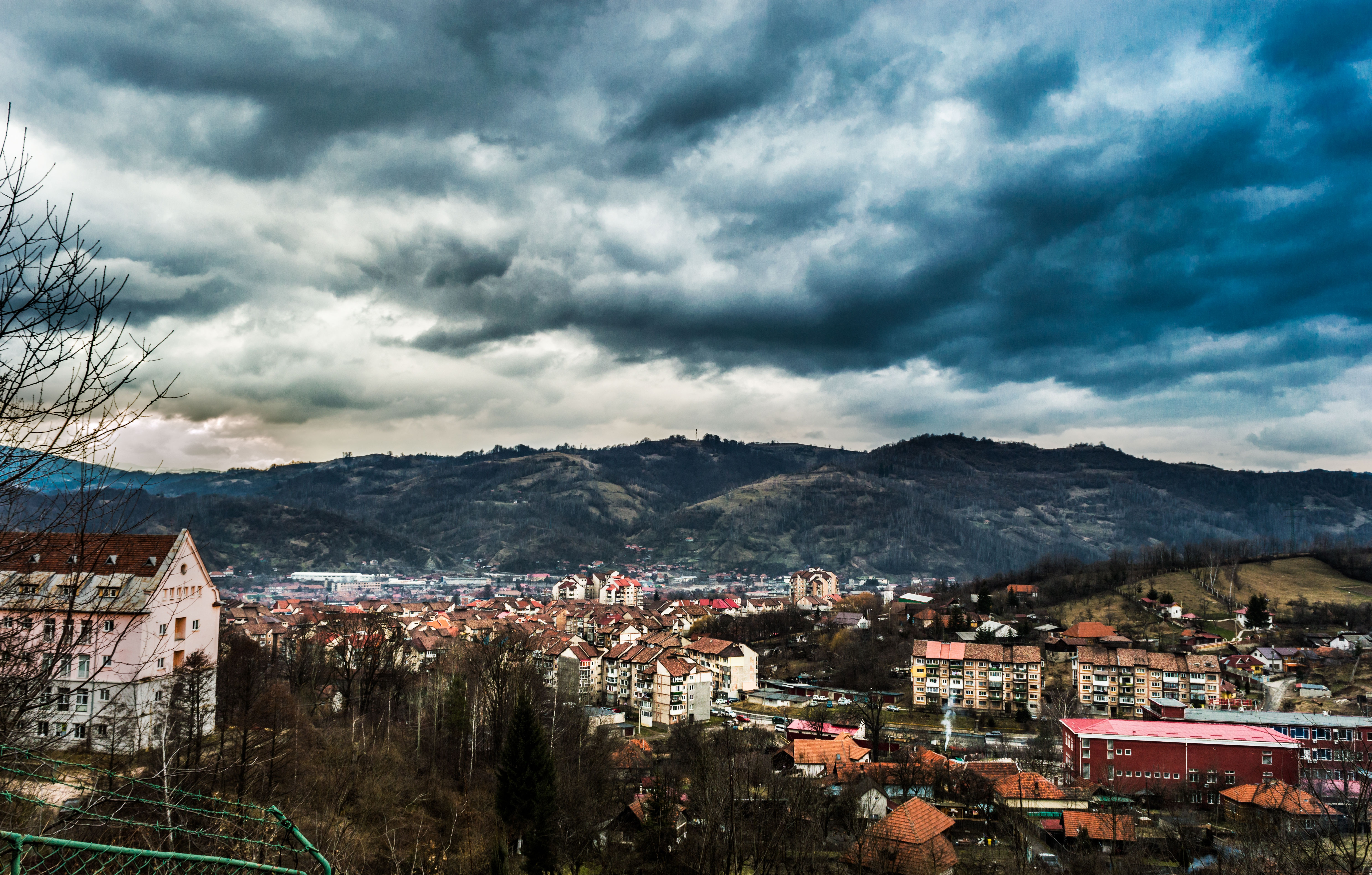
Petrosani, Hunedoara, Roménia.

Petroșani é uma cidade da Roménia situada no distrito de Hunedoara. Sua população é de 45.447 habitantes.